# Калдерина (Болоња)
Калдерина је насеље у Италији у округу Болоња, региону Емилија-Ромања.
Према процени из 2011. године у насељу је живело 16 становника. Насеље се налази на надморској висини од 46 m.